# Patrick Le Floch
Pour les articles homonymes, voir Floc'h.
Patrick Le Floch est un économiste français, docteur en économie industrielle de l'université de Rennes I.

## Biographie
Enseignant à l'Institut d'études politiques de Rennes la macroéconomie, la politique monétaire et l'économie des médias depuis 1993, il est l'un des spécialistes de cette discipline en France. Il dirige depuis 1996 le master de Management des médias, formation universitaire unique en France.
Dans le cadre des états généraux de la presse écrite, il signe en 2009 un rapport remis au Premier Ministre François Fillon,.
Directeur des études de l'Institut d'études politiques de Rennes de 1999 à 2004, il en devient directeur en juin 2009. Durant son premier mandat, il crée notamment une antenne décentralisée consacrée au développement durable à Caen.
Le 26 mai 2014, il est réélu pour cinq ans directeur de l'IEP. Il est remplacé en 2019 par Pablo Diaz.
Il est actuellement professeur d'économie à l'Institut d'études politiques de Rennes.

## Publications
- La presse en ligne, Paris, La Découverte, 2008, 125 p.  (ISBN 978-2-7071-7642-4)
- Le lecteur, Approche sociologique, économique et juridique, Paris, L'Harmattan, 2004, 268 p. (ISBN 978-2-7475-6247-8 et 2-7475-6247-6)
- L'économie de la presse, Paris, La Découverte, 2000, 128 p. (ISBN 978-2-7071-3174-4 et 2-7071-3174-1)
- Economie de la presse quotidienne régionale, Paris, L'Harmattan, 1997, 392 p. (ISBN 978-2-7384-5329-7 et 2-7384-5329-5)

## Controverses
Dans le cadre d'une procédure de recrutement d'un professeur des universités le Conseil d'Administration de l'IEP avait validé le 31 mai 2013 une liste de quatre noms de candidats pour le poste. Le directeur avait émis un avis défavorable quant à cette liste. Saisi, le tribunal administratif de Rennes avait annulé cette décision et obligé le directeur à émettre un nouvel avis sur cette liste. Celui-ci avait de nouveau émis un avis défavorable.
L'affaire est finalement montée jusqu'au Conseil D’État qui, au vu des motifs invoqués pour justifier les avis défavorables, a décidé d'annuler les décisions du directeur. Par ailleurs le Conseil d’État avait également mis 3000€ à la charge de l'IEP, versé à la personne ayant fait la requête.
En mai 2019, certains professeurs critiquent les décisions du directeur, estimant que, sur le fond, l'établissement pâtit gravement des insuffisances d’une direction qui confisque les leviers de pouvoir, qui exclut, qui clientélise".